# عبدالله بن عبدالرحمان بن معاویه بن حدیج
عبدالله بن عبدالرحمان بن معاویه بن حدیج (عربی: عبدالله بن عبد الرحمن بن معاوية بن حديج التجيبي؛ – ۷۷۲) فرمانروای مصر در دوران خلافت عباسی بود.